# Owrteh Bolāgh
Owrteh Bolāgh (persiska: ورتا بُلاغ, اَرُّتِه بُلَغ, اُورتا بُلاغ, اورته بلاغ, اُورتَه بُلاغ, Ūrtā Bolāgh) är en ort i Iran.   Den ligger i provinsen Zanjan, i den nordvästra delen av landet, 300 km nordväst om huvudstaden Teheran. Owrteh Bolāgh ligger 1 963 meter över havet och antalet invånare är 246.
Terrängen runt Owrteh Bolāgh är huvudsakligen kuperad, men åt sydväst är den platt. Runt Owrteh Bolāgh är det ganska glesbefolkat, med 47 invånare per kvadratkilometer. Närmaste större samhälle är Armaghānkhāneh, 1,9 km norr om Owrteh Bolāgh. Trakten runt Owrteh Bolāgh består i huvudsak av gräsmarker.